# 車慶日
車慶日（韓語：차경일，1940年—），北韓政治家及軍事家，是金日成政治大學校長、朝鮮人民軍少將和朝鮮勞動黨中央委員會候補委員。

## 生平
車慶日的早期事跡不詳，韓國統一部對其的資料記錄始於1990年。當年，他以大學教授身份成為中央統計局的處長。6年後，他晉升為局長，又被任命為金日成政治大學副校長。1998年，他在最高人民會議選舉中當選為代議員。翌年，他被封為少將。2003年，他獲勳金日成勛章，並成功連任為最高人民會議代議員。
2004年，車慶日晉升為中將。2007年，他被提拔為金日成政治大學的校長。2009年，他第三度成為最高人民會議代議員，又繼續留任為中央統計局局長。翌年，他更入選為黨中央委員會候補委員。2011年12月，時任最高領導人金正日去世，車慶日被繼任人金正恩納入治喪委員會名單中。

## 資料來源
1. 1 2 3 4 5 6  .   [2014-01-28]. （原始内容存档于2014-02-02）.
2. 1 2 3 4 5  .   [2014-01-28]. （原始内容存档于2015-09-23）.
3. ↑  "김정일 국방위원장 사망 "특급열차서 과로로" 정부 '비상체제'...이명박 대통령 모든 일정 취소" 《오마이뉴스》 2012 7 16